# Бонч-Осмоловский, Анатолий Осипович
Анато́лий О́сипович Бонч-Осмоло́вский (бел. Анатоль Восіпавіч Бонч-Асмалоўскі; 10 июля 1857, Витебск — 23 сентября 1930, Москва) — революционер-народник, член организаций «Земля и воля» и «Чёрный передел», член ЦК партии социалистов-революционеров.

## Биография
Родился 10 июля 1857 года в Витебске в дворянской семье действительного статского советника Иосифа Александровича Бонч-Осмоловского и Клементины Николаевны (её отец — полковник русской службы, немец Николай Пипенберг, мать — дочь итальянского купца де Мауре).
В 1875 году окончил в Москве Катковский лицей. Поступил в институт инженеров путей сообщения в Петербурге, в 1876 году перешёл на юридический, а затем на естественное отделение физико-математического факультета Санкт-Петербургского университета. Владелец имения Блонь с фольварками Пуховичской волости Игуменского уезда Минской губернии (1,245 десятин земли), полученному в наследство от отца «без права продажи».
Революционную деятельность начал во время учёбы в Санкт-Петербургском университете (с 1876 года), вёл пропаганду среди рабочих, студентов. В 1879 году был арестован и сослан под надзор полиции в имение Блонь. По воспоминаниям Павла Аксельрода, в 1880 году входил в центральную руководящую группу «Чёрного передела»; в 1881 году внёс значительную сумму для организации в Минске типографии «Чёрного передела». Многократно арестовывался в последующие годы. В 1901 году за организацию кружка крестьян имения Блонь вместе с его участниками сослан в Сибирь, в Усть-Каменогорск. С 1905 года — член ЦК Партии социалистов-революционеров; в этом же году Азеф сообщил полиции, что Ковалик с Бонч-Осмоловским открыли тайную типографию в имении Блонь. В период Революции 1905—1907 издавал и распространял революционную литературу, сражался на баррикадах Пресни в Москве.
Один из организаторов и руководителей Рабочей партии политического освобождения России и Всероссийского крестьянского союза; в имении Блонь Игуменского уезда вместе с женой Варварой Ивановной Бонч-Осмоловской (Ваховской) и сыновьями создал Блонскую крестьянскую организацию. Весной 1908 году его арестовали, сразу после этого Варвару Ивановну, через 3 месяца старшего сына Ивана. Всего обвиняемых 8 человек: начато дело «О Блонском крестьянском союзе». В 1909 году его судили по ст. 2 часть 132 Уголовного Уложения Петербургской судебной палаты, но он был оправдан.

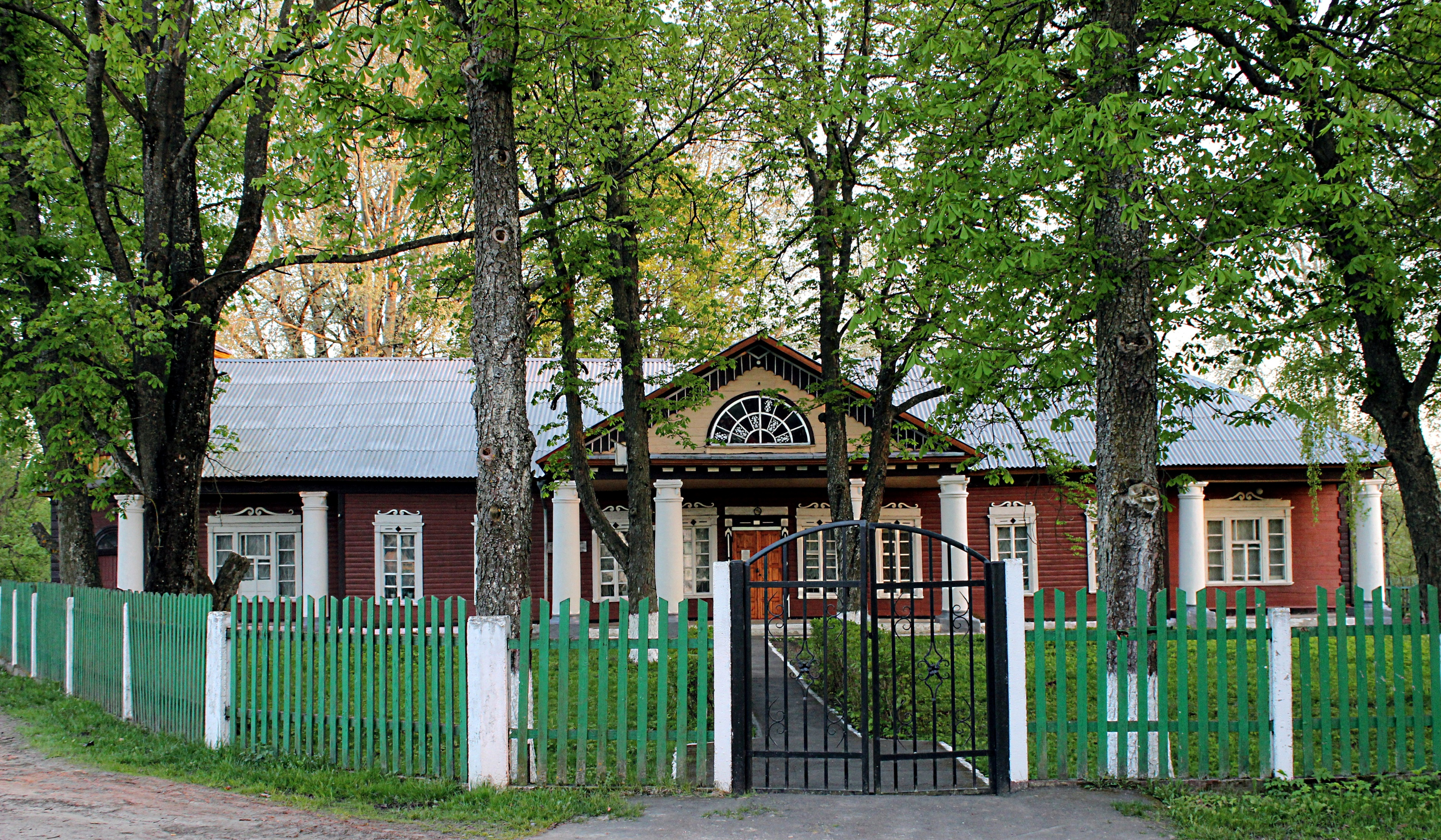
Усадебный дом Бонч-Осмоловских в Блони, ныне районный краеведческий музей.

Принимал участие в Стародубском собрании 15 января 1908 года потомков наказного гетмана Павла Полуботка вместе с другими 14-ю Бонч-Осмоловскими.
В 1917 году после Февральской революции избран гласным Московской городской думы. Несколько позднее избран членом Владимирского губернского совета. 6 ноября 1917 участвовал в заседании Московской городской думы.
5 декабря 1917 года избран в совет старейшин Первого Всебелорусского съезда, готовившегося в Минске. В тот же день выступал, согласившись в Цвикевичем, что целесообразно уменьшить количество секций и увеличить число общих заседаний съезда. 7 декабря на утреннем заседании А. О. Бонч-Осмоловский и поэт Алесь Гарун (Прушинский) единогласно избраны почётными председателями съезда. В дальнейшем при обсуждении вопроса открытия съезда Бонч-Осмоловский под аплодисменты зала сказал, что не надо бояться того, что «самоопределение разорвет революционный фронт». В ответ на неоднократные приветствия (Цвикевича, Бурбиса), сопровождаемые аплодисментами, Бонч-Осмоловский, поблагодарив собрание, сказал:
Я дворянин, я помещик, но в мне кипит кровь белорусского народа (аплодисменты). Я люблю народ, я страдал за него (овации).
и предложил послать приветственную телеграмму Учредительному собранию. Чуть позже он снова взял слово и попросил присутствующих почтить память «тех белорусов, кто жизнь свою положил за революцию»: Лукаша, Ивана Пульхова, Катю Измайлович. Все встают. После выборов президиума, начинается чтение докладов, Первое слово предоставлено А. О. Бонч-Осмоловскому, его доклад начался и закончился бурными аплодисментами делегатов съезда.

Основы землепользования самым тесным образом связаны с политическим устройством каждой страны, каждого государства. Не может быть справедливых трудовых земельных порядков в стране завоеванной, стране насильственно управляемой, в стране несвободной, в которой сам народ своей судьбой не распоряжается; там где народом управляет один человек, или небольшая кучка не в интересах народа, а в своих собственных. Она, чтобы удержать власть в своих руках, необходимо должна опираться на слои более богатых капиталистов и земельных собственников.
История учит, что как только какую-нибудь страну завоевывали, один человек или другой народ, то немедленно завоеванные лишались прав на свою землю и устанавливалась частная земельная собственность. Так было уже в России, так было при завоевании Индии Англией, так было и при Завоевании самой Англии Вильгельмом завоевателем. У нас в России наши предки-славяне когда жили совершенно свободно, сами управлялись, собираясь на вече, то отдельные племена между собою ссорились и постепенно в течение несколько сот лет вместо народного самоуправления, развилась власть князей, военачальников. А между ними особенно усилились вел. князья - у этих князей были дружины из ихних дворовых людей (отсюда пошло слово дворяне), этой дружине раздавались поместья с населением для того, чтобы им было с чего содержать ратных людей, когда князья этого требовали. Постепенно власть дворян над крестьянами усиливаясь и при царях создалось полное крепостное право. Все-таки до Екатерины помещики обязаны были службой государству, Екатерина же Великая и Павел I освободили их от всякой обязательной службы и оставили в их полной власти поместья с крепостными крестьянами. Когда Англию завоевал Вильгельм Завоеватель, то все земли английского трудового народа (крестьянство) раздал в управление своим дружинникам, которые с течением времени начали огораживать в свою пользу общественные земли, выселять крестьян и в конце концов совершенно уничтожили крестьянское сословие в Англии. Когда англичане завоевали Индию, то застали там земендоров-управителей отдельными округами, поставленных местными царьками для сбора податей, для суда. Англичане приняли этих земендоров за землевладельцев, признали за ними собственность на все управляемые ими земли и таким образом лишили прав на землю коренное крестьянское население, которое до тех пор владело землей общинами уравнительно. То же самое было при завоевании французами Алжира, где они уничтожили старое прочное трудовое землепользование у кабиллов; тоже было и в Южной Африке с кефрами завоеванными англичанами. Справедливое трудовое земельное устройство может существовать только у свободного самоуправляющегося народа. Нетрудно один раз поделить землю между трудовым народом, но гораздо труднее установить такие порядки, чтобы через несколько лет не развилась частная земельная собственность, а если она разовьется, то опять появиться много безземельных и малоземельных. которые вынуждены будут работать у более богатых за небольшое вознаграждение и таким образом опять возродится капитализм со всеми его вредными последствиями.
Еще третья очень важная сторона была в земельном устройстве - это возможность развития сельского хозяйства, постепенное улучшение, прогресс культуры и агрономии. Вопрос состоять в том, что количество земли не увеличивается, а население размножается.
Как же быть, когда нам жить тесно, не станем же мы завоевывать чужие земли, так как мы теперь все отрицаем войны и признаем право каждого народа на свои земли. Значить нужно так развивать и улучшать сельское хозяйство, чтобы земли было достаточно несмотря на размножение населения. Товарищи солдаты, бывшие в Вост. Пруссии, хорошо знают, как там высоко стоить сельское хозяйство. Если у нас на 100 десятин может прокормиться 50 человек, то там на тех же 100 десятинах прокормится 100 или 150 чел., но в Бельгии или Дании хозяйство стоить еще выше, чем в Пруссии и там для одной семьи достаточно 2 десятины.
Под большими городами: Парижем … значительно выше, там для одной семьи достаточно только части десятины. В этих подгородних огородных хозяйствах части земли покрываются стеклом, согреваются горячей водой, проведенной по трубам Там снимается 5-6 …. и семья может разбогатеть в течение немногих лет, обрабатывая только ¼ или часть десятины. Земельные порядки должны быть организованы так, чтоб вполне был возможен прогресс (улучшение) сел. хоз. А такое улучшение хозяйства совершенно невозможно при теперешнем ведении хозяйства деревнями, при частной собственности на каждый отдельный клочок земли особенно при трех волоках с узкими полосками.
В земельном устройстве, кроме справедливого наделения землей всех трудящихся, есть еще одна очень важная сторона - это правильное распределение угодий между отдельными деревнями, хуторами, между отдельными хозяйствами. Сейчас часто бывает так, что деревня стоить с одного конца наделов и наделы тянутся на несколько верст, а сенокосы с другой стороны за несколько верст. Также неправильное распределение угодий, между отдельными деревнями, поселениями, хуторами, между отдельными хозяйствами должно быть уничтожено. Земли должны быть на ново перерезаны между всеми поселениями наиболее удобным для ведения самого хозяйства способами, а именно так, чтобы все полетки и другие угодья были расположены возможно ближе к селам и усадьбам. И эти реформы должны происходить одновременно с главной реформой по распределению всей земли между всем трудящимся населением.
Предстоящее Учр. Собр. несомненно постановить общее основание земельного устройства (главные основания земельного закона) одинаковое для всей России. Приблизительно так - всякая земельная собственность на землю отменяется, или пользоваться землей должен только тот, кто обрабатывает ее своими руками. Поэтому, если Белоруссия захочет оставаться в прочном союзе со всей Россией, то должны будем признать для себя обязательным эти общие основания земельного устройства, постановленный для всей России Учр. Собранием, так как совершенно невозможно, чтобы в одной части существовали одни порядки сильно различающееся от порядков в других частях Общероссийского Союза. Эти общие права обязательны для всей России, но каждая область, каждый народ будет применять и приспособлять эти общепринятый основания различными способами и в различных формах сообразно своим условиям, сообразно привычкам, обычаям и нравам своего народа и уровню его сельскохозяйственной культуры
Земельную реформу во всей России подготовляют земельное комитеты, но эти комитеты во многих местах, действуют неправильно, а кое где и совсем не действуют. Бывает так, что один человек захватил власть в свои руки, командует всем единолично и никакого земельного комитета даже и не созывает. Времени остается мало - не более 2½ - 3 месяцев. За это время все должно быть подготовлено; многие комитеты должны быть переизбраны, или заново организованы. Всем этим делом должен ведать один главный Белорусский зем. комитет, или зем. комиссия, из состава Всебелоруской Полновластной Рады, которую белорусский народ должен возможно скорее организовать. Этот главный Белорусский Комитет или Комиссия должны руководить всем делом земельной реформы в Белоруссии. Для организации земельных комитетов, для руководства их работой, для проведения зем. реформы на местах, необходимо достаточное количество хорошо понимающих все дело земельных инструкторов. Для этого Главная Земельная Комиссия должна возможно скорее, не позже конца декабря, организовать земледельные курсы по земельной реформе. Кандидатов в инструктора трудовое крестьянство должно выбрать на местах, вполне подходящих, хорошо грамотных и посылать на эти курсы, чтобы прослушав их, они могли вполне успешно руководить проведением земельной реформы весной 1918 года.
Кроме курсов необходима газета, в которой простым ясным языком обсуждались бы подробно все вопросы земельной реформы. Кроме опасности противодействия земельной реформы со стороны помещиков ещё и другая опасность - может случиться что старожители каждой местности не захотят давать земли безземельными, ушедшим на сторону, или помещичьим батракам, которые захотят обрабатывать землю своими руками и таким образом используют все для земельной реформы, сделают её несправедливой и подготовят возобновление в самом ближайшем будущем капиталистического строя и частной собственности на землю. Такие случаи весьма возможны, и очень опасны и чтобы с ними бороться необходимо организовать сильную революционную власть, которая закрепляла-бы энергичными способами отдельные на повинующиеся группы населения подчиняться принятым всем народом постановлениям.
К организации такой власти необходимо приступить возможно скорее, чтобы земельная реформа весной 1918 года была проведена в возможно большем порядке, без междуусобия, согласно общим высшим интересам всего трудового народа.
Самая земельная реформа справедливого устройства в разных округах Белоруссии возможна в нескольких формах: в Смоленск, и Чернигов, губ., в некоторых уездах Могилев, губ. земля находится в собственности целых деревенских о-в, а не в собственности каждого хозяина и крестьяне каждой деревни, время от времени в назначенные сроки, переделяют всю землю по количеству душ в каждой семье, или только по работниками или только по мужским душам, или по всему количеству душ мужских и женских.
В таких общинах с переделами хозяйство легко может быть улучшено. Потому что сход может вместо трехполья выбрать другой севооборот более выгодный с посевами трав и т. п. Между тем, как это очень трудно сделать, даже невозможно в деревне, где земля принадлежит в виде собственности каждой отдельной семье, постоянно одни и те же полосы в трехполетках и вся деревня не имеет прав перерезать полетки, изменить их число, если хотя один, на это не согласен. В больш. части Белоруссии трудовое крестьянство не знает переделов, тоже у нас в Минской губ. большая часть крестьян на вопрос земельных комитетов отвечает, что предпочтительнее расселение по хуторам и что наилучшая форма землепользования будет расселение по хуторам, причем большая часть высказывается за расселение не по одному хутору, а группами по 4 и больше хуторов вместе. Первоначальное справедливое распределение земли, при расселении по хуторам, через некоторое количество лет окажется несправедливым, так как численность каждой семьи будет изменяться в различной степени. Отдельный семьи окажутся очень неравномерно наделёнными. Поставить это при хуторском землепользовании не очень трудно - возможно будет, в заранее определенные сроки, перерезывать границы между отдельными хуторами и таким образом исправлять образовавшуюся неравномерность. Другое дело в деревнях: крестьяне владеют каждый своим участком на правах частной собственности в узких полосках в трех полетках - при этом устройстве добиться справедливая распределения земли совершенно невозможно. Кроме того эти формы землевладения, как я уже сказал, не дают возможности развиваться сельскому хозяйству. В таких деревнях необходимо все поля перерезать и некоторый усадьбы перенести так, чтобы против каждой усадьбы был расположен весь надел хозяина в одном куске и не более, чем в двух кусках. При этом устройстве все таки очень не выгодно, будет жить большими деревнями, так как если в деревне всего земли более 400 десятин, дальние концы нолей окажутся очень далекими от усадеб; будет трудно возить и скот далеко гонять па пастбища. Поэтому, по моему мнению, большим деревня нужно разделяться на малые не более 500 десятин в каждой деревне. Если в такой деревне наделы у каждого хозяина будут собраны к одному или к двум местам, то уравнительность в заранее назначенные сроки будет достигаться при передвижении границ каждого отдельного хозяйства.
Границы между отдельными хозяйствами не должны быть мертвыми, не должны быть проводимы раз навсегда. Кроме этих способов уравнения при изменении численности семей возможен еще способ денежного уравнивания - это бывает, если хозяин пользующийся количеством земли излишними средней нормы выплачиваете за сваи излишки определенную сумму в пользу тех, у кого земли меньше средней нормы. Такой денежный способ подравнивания я считаю очень не совершенным, так как всякому хозяину особенно с недостаточной нормой земли гораздо важнее получить недостающую ему землю, чем за эту землю какую- нибудь плату. Еще один способ подравнивания - это отмена законов о наследстве. Когда кто-нибудь умрет. то его наследниками будет оставляться не вся его земля, а столько, сколько приходится на каждую душу населения в этой деревне. Может быть будут придуманы и другие способы уравнительного распределения и формы поселения. Все эти разные способы необходимо самым ясным, разумным и общепонятными способом изложено, напечатать и широко распространять в крестьянстве и когда придет пора, то в каждом округе, нужно будет опросить весь народ, какой способ он считает для себя наиболее подходящим. Такой опрос народа называется референдум и, только принятый правильным, всенародным голосованием, проект может считаться самым правильным.
Только те порядки должны устанавливаться, которые самим населением будут признаны самым необходимыми и справедлив им. Провести правильные вполне и справедливые земельный реформы сразу в 1918 году совершенно невозможно. Необходимо будет первые годы, два или три признать переходными, пробными. По истечении каждого из них пересматривать и обсуждать все то, что окажется в жизни неудобным, неправильным и только после этих пробных лет можно будет установить более прочные, постоянные земельные порядки.
Во время доклада поступило несколько записок к докладчику ответить на некоторые вопросы:
1) Артельное пользование землей, конечно, самое лучшее и оно очень возможно в будущем. Главное - это то, что при этом пользовании землей необходима высокая нравственность артели и нужны одинаковое характеры людей. Путь к артельному пользованию через кооперацию. В Сибири имеется громадная маслодельная артель сбывающая масло по всей России. При артельном хозяйстве (кооперации) культура и доходность поднимается. В Костромской губ. имеется большой крахмальный артельный заводь и уже проектируется паточный завод. Имеются артельные свеклосахарные заводы. В Московский губ. имеется артельное льноводство. Необходима широкая кооперация.
2) Национализация земли - это то положение, когда земля во владении всего народа или правителя (правительства), которые и распоряжаются всей землей. Национализация земли ведет к скоплению богатств в верхах. Социализация земли более правильна.
3) Вся земля должна быть в пользовании того, кто на ней работает.
4) Тем семьям, кои лишились рабочих рук и имеют средства, должен быть разрешен наемный труд, а бедным должна быть организована помощь общества.
5) У арендаторов культура может быть очень высока. При переделе земли в Англии имеется закон, по которому положивший большой труд и знания и поднявший культуру земли, но не воспользовавшийся благами земли, получает вознаграждение. Этот закон необходимо создать и у нас.
6) Норма землепользования - это то количество земли, которым семья может пропитаться. Трудовая норма - это то количество земли, которое человек может обработать. Первое более правильно.
7) Передача земли без выкупа. Если вложен труд, то можно по-моему уплатить за него.
8) В хуторах должны организоваться в общества и установить законы помощи.
9) Распределение земли между деревнями должна исходить из нормы. В каждом земельном обществе должна быть запасная земля, около ¼ всей площади.
10) Усадьба, сад и огороды не должны переходить в передел - это мнение всех социалистических партий.
11) Самое правильное ведение в деревнях садоводства только при помощи кооперации. При правильном уходе за садом последний может приносить большие доходы.
12) Необходима популярная газета для подробного разъяснения поднятия культуры земли..

В ночь с 17 на 18 декабря Первый Всебелорусский съезд был разогнан с применением вооруженной силы большевиками.
В 1918—1925 годы — участник кооперативного движения и директор одного из первых совхозов в Минской губернии. С 1926 года жил постоянно в Москве.

Могила А. О. Бонч-Осмоловского на Новодевичьем кладбище Москвы

Член Всесоюзного общества бывших политкаторжан и ссыльнoпоселенцев с билетом № 371. Автор воспоминаний, опубликованные через 85 лет после его смерти.
Умер 23 сентября 1930 года в Москве.

## Семья
- Первая жена, Варвара Ивановна, урождённая Ваховская (1850—1929) — революционерка-народница, член организаций «Земля и воля» и «Чёрный передел».
  - Иван Анатольевич Бонч-Осмоловский (20.05.(2.06.)1881 — 16.09.1969), юрист.
  - Ирина (Рена) Анатольевна Бонч-Осмоловская (1882—1941)[5], хирург, её муж — С. К. Вржосек, адвокат, литератор.
  - Родион Анатольевич Бонч-Осмоловский (1884—1938), экономист.
  - Глеб Анатольевич Бонч-Осмоловский (1890—1943), археолог.
- Вторая жена, Елизавета Фёдоровна Бонч-Осмоловская, урождённая Новикова (1889—1956), крестьянка, сестра милосердия в Первую мировую войну[6].
  - Вадим (Дима) Анатольевич Бонч-Осмоловский (1916—1941), физик, младший лейтенант, начальник разведки артиллерийского полка, погиб в бою под Наро-Фоминском[6].
  - Лев Анатольевич Осмоловский (1918—1981), авиационный инженер[6].
  - Ираида Анатольевна Осмоловская (1926—1964)

## Печатные труды
- Бонч-Осмоловский А. И. К вопросу о возрождении экономической жизни в Белоруссии. // журнал «Народное хозяйство Белоруссии» (Печатный орган Госплана БССР), № 6, 1922 г.
- Бонч-Осмоловский А. И. Хутор, посёлок или землеустроительная деревня // Народное хозяйство Белоруссии, № 7-8, 1922 г.
- Бонч-Осмоловский А. И. Трудовые земледельческие организации // Народное хозяйство Белоруссии, № 7, 1923 г.
- Бонч-Осмоловский А. О. Воспоминания // Бонч-Осмоловские. Воспоминания. М.: Научная книга. 2015 С. 239-368. ISBN 978-5-91393-131-3